# Ахунді Насирулла Рахимович
Ахунді Насирулла Рахимович (нар. 2 травня 1908) — узбецький письменник і перекладач. Член КПРС з 1945.
Переклав узбецькою мовою майже всі поезії Тараса Шевченка, створені ним на Косаралі, та поеми «Катерина» й «Гайдамаки». Всі ці переклади включено до узбецького видання книжки Шевченка «Вибране» (том І, Ташкент, 1959).